# You Make It Feel Like Christmas
You Make It Feel Like Christmas es el cuarto álbum de estudio de la cantante y compositora estadounidense Gwen Stefani. Se trata de su primer disco de larga duración con temática navideña y fue lanzado el 6 de octubre de 2017 a través de Interscope Records. Stefani y el productor estadounidense Busbee se encargaron de la producción ejecutiva, mientras que Eric Valentine aportó producción adicional. Su versión estándar incluye doce canciones: seis originales, escritas por Stefani junto a Busbee y Justin Tranter, y seis versiones de clásicos navideños. La inspiración para grabar el disco surgió durante una caminata por los alrededores del rancho de Oklahoma de su pareja, Blake Shelton. En ese momento, Stefani comenzó a escribir lo que luego se convertiría en «Christmas Eve». Poco después, en septiembre, confirmó el proyecto. El álbum se grabó en 2017, y las composiciones originales tratan sobre sus «sentimientos de amor renovados» y su relación con Shelton.
Fue precedido por el lanzamiento del sencillo principal, «You Make It Feel Like Christmas», un dueto con Shelton que marcó el regreso de Stefani como solista en diversas listas internacionales. El tema alcanzó un éxito moderado y su videoclip se estrenó en 2018. En Italia, «Secret Santa» y su versión de «Santa Baby» se eligieron como sencillos para difusión en radio, mientras que en otros territorios «Santa Baby» se lanzó como sencillo promocional. Para promocionar el disco, participó en varios programas televisivos, entre ellos Today, The Tonight Show Starring Jimmy Fallon y The Ellen DeGeneres Show. Además, filmó un especial televisivo homónimo, Gwen Stefani's You Make It Feel Like Christmas, que se estrenó en NBC el 12 de diciembre de 2017. En octubre de 2018 se lanzó una edición especial que incluye dos temas inéditos y tres nuevas versiones, entre ellos un dueto de «Feliz Navidad» con la cantante chilena Mon Laferte. Posteriormente, en 2020 se realizó una nueva reedición que incorporó dos canciones adicionales: «Sleigh Ride» y el sencillo original «Here This Christmas».
You Make It Feel Like Christmas recibió en general críticas mayormente positivas de la prensa especializada. Se elogió a la artista por crear un disco navideño de corte clásico en lugar de uno moderno, aunque algunos críticos consideraron que las canciones originales no sonaban festivas. En lo comercial, no replicó el éxito de sus tres trabajos anteriores. En Estados Unidos, alcanzó el puesto 16 en la lista Billboard 200, con 10 000 unidades equivalentes en su primera semana. Asimismo, figuró en las listas de Canadá, la República Checa, Grecia, los Países Bajos, Escocia, Corea del Sur y el Reino Unido. Todas sus 17 pistas de las ediciones estándar y especial ingresaron en el componente Holiday Digital Song Sales de Billboard en Estados Unidos.

## Antecedentes

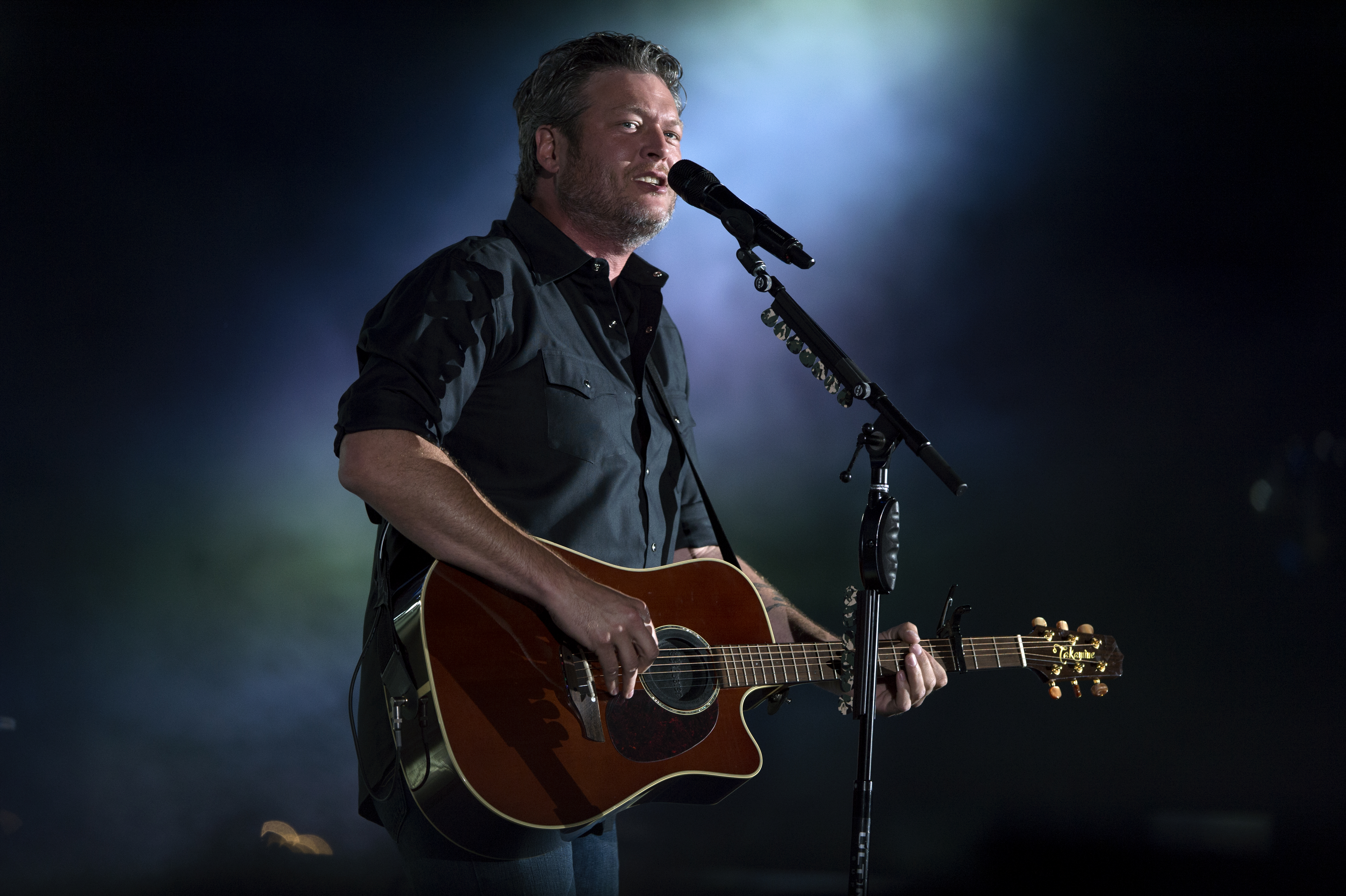
Para su nuevo proyecto, la cantante se inspiró en las vacaciones en el rancho de su pareja, Shelton, en Oklahoma.

Tras el lanzamiento de su tercer álbum en solitario, This Is What the Truth Feels Like, Stefani anunció en julio de 2017 sus planes de publicar música nueva antes de finalizar el año. Durante el verano, pasó tiempo en la finca de su pareja en Oklahoma. En una de sus caminatas al aire libre, se planteó la idea de escribir una canción navideña. Improvisó versos en voz alta que luego plasmó en «Christmas Eve», uno de los temas del álbum. En una entrevista con Entertainment Weekly, citó esta experiencia como el detonante para grabar un disco navideño y decidió contactar a Interscope Records para iniciar la producción.
En septiembre, adelantó en sus redes sociales que tenía «algo grande planeado para las fiestas» y prometió revelar más detalles en los días siguientes. Cumpliendo su palabra, anunció oficialmente la producción del álbum y compartió tanto su título como la lista de canciones, y lo describió como una combinación de clásicos navideños y composiciones originales.

## Inspiración
Siempre quise escribir música navideña, durante toda mi vida. Ser parte de la alegría de la Navidad y de esos recuerdos que la gente atesora, que se repiten y regresan, y experimentar esa sensación, esa nostalgia que la música aporta a estas fiestas; formar parte de esa creación era, en realidad, lo que deseaba hacer.
Stefani sobre grabar material navideño.

Según la artista, sus álbumes anteriores se inspiraron en su desamor personal, por lo que You Make It Feel Like Christmas le resultó «divertido y sencillo». Tras el lanzamiento de This Is What the Truth Feels Like, no se sintió especialmente inspirada. En su entrevista con Entertainment Weekly, admitió que no tenía planes futuros de grabar otro álbum en solitario, pero señaló que la idea de crear uno navideño surgió de manera inesperada y, en respuesta, notificó de inmediato a sus representantes. Una semana después, comenzaron las sesiones de grabación. Shelton le sugirió colaborar con el músico estadounidense Busbee, por su experiencia con artistas country.
Al definir el sonido del disco, Stefani aceptó la propuesta de Busbee de combinar la «crudeza» del punk con la elegancia de lo clásico. Para empaparse del espíritu navideño, revisitó los discos que escuchó en su infancia, como A Charlie Brown Christmas, de Vince Guaraldi, y Light of the Stable, de Emmylou Harris. Su objetivo era capturar el estilo retro de The Ronettes y la técnica de producción Wall of sound de Phil Spector. También exploró influencias de The Osmonds y Cher, buscando un equilibrio entre estructuras pop «suaves» e instrumentaciones densas. Sobre sus aspiraciones con el proyecto, expresó: «Me encanta la idea de ser parte de la alegría de la Navidad y de crear un disco que se convierta en un clásico anual. Realmente espero que logremos algo que la gente quiera escuchar cada año. Esa sería la fantasía: ser Mariah Carey».

## Canciones

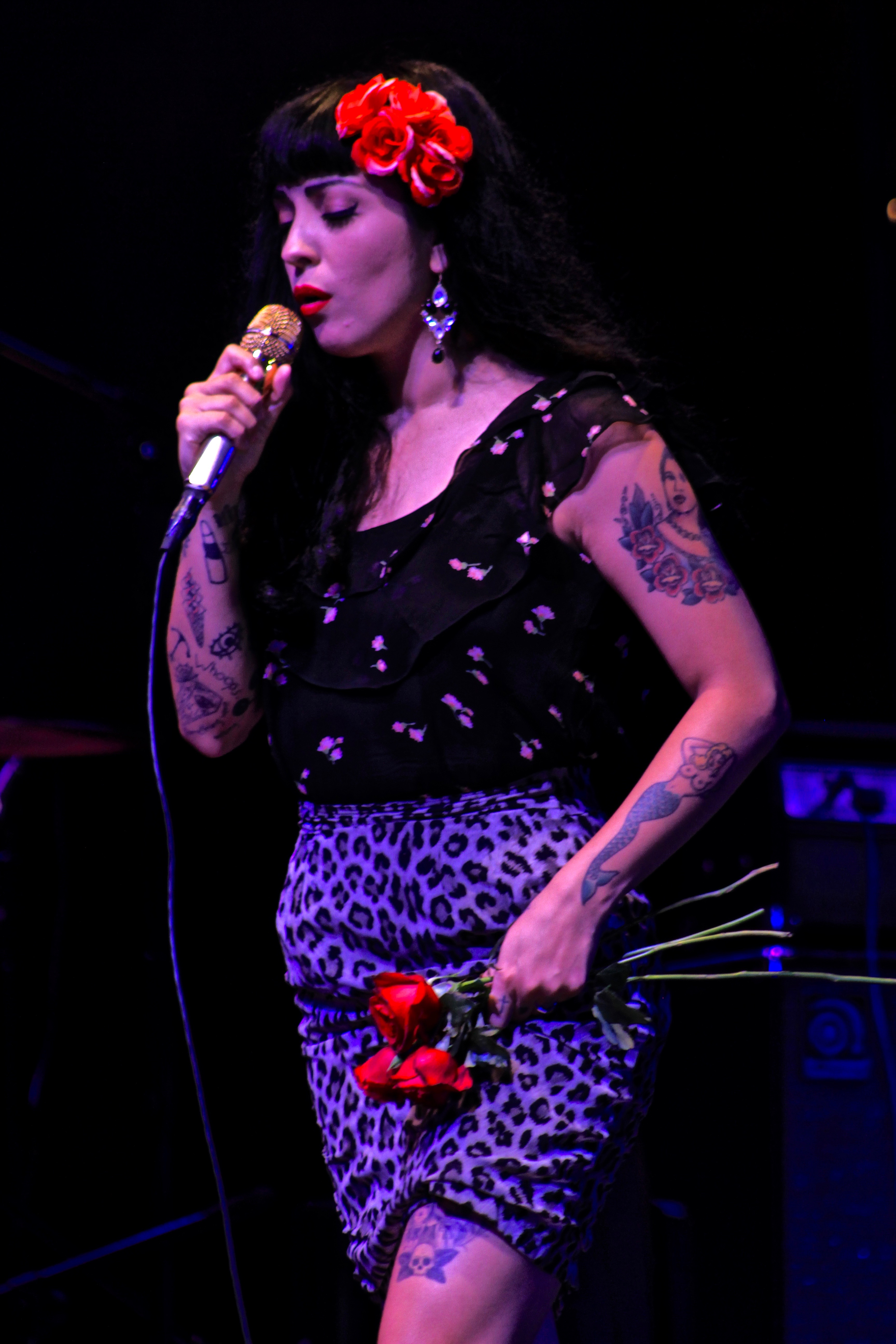
Stefani hizo un dueto con Mon Laferte en su cover de «Feliz Navidad» para la edición de lujo de 2018.

Busbee y Eric Valentine produjeron todas las canciones. De las doce incluidas, seis son composiciones originales, escritas en colaboración por Stefani, Justin Tranter y Busbee. Rachel McRady, de Entertainment Tonight, describió el trabajo como «una combinación de clásicos atemporales y nuevas odas románticas», y resaltó varias referencias a la relación de la cantante con Shelton. Por su parte, Jon Pareles, de The New York Times, señaló que Stefani dota a las piezas de «una estética retro y lujosa», con arreglos de metales, cuerdas y coros de acompañamiento.
El disco abre con una versión de «Jingle Bells», compuesta originalmente por James Pierpont, en la que Stefani interpreta la melodía acompañada de una sección de metales. Allan Raible, de ABC News, comparó este enfoque con el estilo ska punk que ella exploró en su etapa con No Doubt. Le sigue «Let It Snow», donde mantiene un tono festivo similar al de la primera canción. La tercera pista, «My Gift Is You», es el primer tema original del álbum y rechaza la «visión materialista» de la Navidad «en favor del amor y la verdad». Inspirada en su relación con Shelton, la letra incluye versos como “Don't need no money, don't need a thing, I don't even need a wedding ring / All I need is love and the truth and I got it, my gift is you”
—«No necesito dinero, no necesito nada, ni siquiera un anillo de bodas / Todo lo que necesito es amor y la verdad, y ya lo tengo: mi regalo eres tú»—. A diferencia de la interpretación tradicional de «Silent Night», la versión de Stefani introduce un cambio de tonalidad ligero. En cuanto a las canciones inéditas, Sal Cinquemani, de Slant Magazine, describió «When I Was a Little Girl» como una balada sentimental que también hace referencia a su vida personal. Desde su perspectiva, la letra representa lo opuesto a «Just a Girl», un sencillo de No Doubt coescrito por ella. La sexta pista es una versión de «Last Christmas», de Wham!, que Stefani consideró la más divertida de grabar. Sobre su producción, declaró: «[Es] una obra maestra en cuanto a música y cómo [Valentine] la creó. De todas las versiones del disco, esta fue la que más transformamos, aunque sigue conservando el espíritu de la original. Su letra me toca y me recuerda cosas que he vivido».
La pista homónima cuenta con la participación de Shelton tanto en la interpretación como en la composición. Su sonido fusiona el pop característico de Stefani con elementos del country, aunque predomina el primero. Otra de las canciones inéditas, «Under the Christmas Lights», presenta una letra sencilla y desenfadada, en la que ella describe situaciones cotidianas como envolver regalos y quedarse sin cinta adhesiva. El sencillo promocional del álbum y novena pista, un clásico navideño, es su versión de «Santa Baby», popularizado por Eartha Kitt en 1953, mientras que en «White Christmas» opta por una interpretación fiel a la original. El penúltimo tema, «Never Kissed Anyone with Blue Eyes Before You», es una oda a los momentos románticos de su relación con Shelton. Cinquemani la definió como «más un homenaje a los genes recesivos del cantante country que una canción navideña». Finalmente, el disco cierra con «Christmas Eve», la primera canción que se grabó y completó para el proyecto. Shelton incluyó su propia versión de esta canción como pista adicional en su epé Cheers, It's Christmas, publicado en 2017.

## Promoción
Para impulsar el lanzamiento de You Make It Feel Like Christmas, Stefani colaboró con la cadena de productos culinarios Williams Sonoma, que distribuyó copias físicas del álbum en sus tiendas y lo reprodujo en sus establecimientos a nivel nacional. Como parte de la campaña, grabó una demostración de cocina con temática navideña junto a la chef Giada De Laurentiis para una transmisión de Facebook en vivo, que luego se publicó en el sitio web oficial de la compañía.

### Sencillos
El 21 de septiembre de 2017, Stefani anunció que la pista homónima sería el primer sencillo del álbum, coincidiendo con la apertura de la preventa. El 1 de noviembre estrenó un vídeo con la letra en su cuenta de Vevo, utilizando imágenes del diseño incluido en la carátula del disco. Gracias a las descargas digitales, alcanzó el segundo puesto en la lista Bubbling Under Hot 100 Singles de Billboard. También ingresó a las listas de Bélgica, Escocia, Reino Unido y, en Estados Unidos, llegó al noveno puesto en la lista Adult Contemporary, convirtiéndose en el segundo sencillo de su carrera como solista en alcanzar el top 10, después de «The Sweet Escape» en 2007. El 20 de noviembre de 2018, se estrenó el videoclip, dirigido por Sophie Muller, en su cuenta oficial de YouTube.
En Italia,  «Santa Baby» se distribuyó a las estaciones de radio el 8 de diciembre como el primer sencillo del disco en el país. Comercialmente, alcanzó el séptimo puesto en las listas Holiday Digital Songs y Holiday Digital Song Sales de Billboard. El 30 de noviembre de 2018, «Secret Santa» llegó a la radio italiana, convirtiéndose en el tercer sencillo del álbum y el segundo en ese territorio. En la reedición de 2020, la versión de «Sleigh Ride» apareció como la primera pista del disco y se lanzó a plataformas digitales el 13 de octubre para descarga y streaming.

### Presentaciones en vivo
Para promocionar You Make It Feel Like Christmas, Stefani realizó una gira entre noviembre y diciembre de 2017, y apareció en diversos programas de televisión y eventos especiales. El 20 de noviembre, fue invitada a Today, donde comentó sobre el disco e interpretó «When I Was a Little Girl», «Santa Baby» y «Christmas Eve». Al día siguiente, visitó The Tonight Show Starring Jimmy Fallon y conversó sobre el proceso de grabación. Para concluir su estancia, interpretó «Under the Christmas Lights». El 23 de noviembre, participó en el Macy's Thanksgiving Day Parade y cantó su versión de «White Christmas». El 4 de diciembre, se unió a Shelton en The Voice para interpretar el tema principal del álbum, y cerraron la presentación con un beso. Más adelante, el 19 de diciembre, regresó a The Tonight Show Starring Jimmy Fallon para interpretar su versión de «Last Christmas». Tras el lanzamiento de la edición especial en 2018, Stefani viajó a Disneyland para cantar «Feliz Navidad» ante el público en vivo. La presentación fue grabada para el especial The Wonderful World of Disney: Magical Holiday Celebration, transmitido en ABC durante la temporada navideña. En 2020, retomó la promoción del álbum con una nueva interpretación del tema principal en la final de la decimonovena temporada de The Voice, acompañada de un concursante.
Durante su visita a Today, Stefani confirmó que había grabado un especial navideño para NBC, titulado Gwen Stefani’s You Make It Feel Like Christmas. Descrito por la cadena como una «versión moderna» de los especiales clásicos de Navidad, y producido por la cadena británica Done and Dusted, se estrenó el 12 de diciembre de 2017 y fue filmado en Los Ángeles. Su emisión reunió a 7.15 millones de espectadores, con un índice de audiencia de 1.2 en el rango demográfico de 18 a 49 años, y se convirtió en la segunda transmisión más vista de NBC en su horario. Además, fue el especial navideño más visto del año en la cadena, superando el récord anterior de DreamWorks Trolls Holiday, que alcanzó 5.2 millones de espectadores. Durante el programa, Stefani interpretó varios temas del álbum, entre ellos «My Gift Is You», «White Christmas» y «You Make It Feel Like Christmas».

## Recepción

### Comentarios de la crítica
You Make It Feel Like Christmas recibió críticas generalmente favorables. Raisa Bruner, de Time, lo incluyó entre los 12 mejores álbumes navideños de 2017, y resaltó la «calidez inconfundible» de la voz de Stefani y su «producción vibrante». Michael Bialas, de The Huffington Post, fue más allá y lo posicionó como el mejor disco navideño del año. Apreció el conjunto de canciones, elogió «When I Was a Little Girl» como su mejor tema original y concluyó que el álbum, con sus 12 pistas, «es como la estrella que corona el árbol de Navidad esta temporada». Raible, de ABC News, le otorgó tres estrellas y destacó la «luz de vieja escuela» plasmada. Resaltó «Never Kissed Anyone with Blue Eyes Before You», «White Christmas» y «My Gift Is You» como sus temas más representativos, y añadió que el disco transmite la «sensación de haber sido una producción divertida de realizar». Además, señaló que la cantante «suena más animada que en años anteriores», y que espera que esa «vitalidad» se mantenga en sus próximos trabajos. En su análisis anual de discos navideños para Los Angeles Times, Randy Lewis lo calificó con tres de cuatro estrellas. Disfrutó la colaboración con Shelton y resaltó el entusiasmo de Stefani, así como el «giro fresco» de «Jingle Bells», «Let It Snow» y «Silent Night». Stephen Thomas Erlewine, editor de AllMusic, también le otorgó tres de cinco estrellas. Apreció la inclusión de material original, aunque consideró que canciones como «When I Was a Little Girl», «My Gift Is You» y «Never Kissed Anyone with Blue Eyes Before You» no «encajaban del todo con el espíritu navideño». No obstante, afirmó que los momentos logrados tienen un «encanto coqueto» que los hace atractivos y «justifican darle una oportunidad al álbum».
David Smyth, de Evening Standard, comparó entre sí las versiones de «Last Christmas», «Let It Snow» y «Santa Baby», aunque consideró que sus composiciones originales eran poco memorables, con la excepción del tema homónimo, al que describió como «un dulce dúo». Cinquemani señaló que el disco se inclina más hacia la tradición navideña que hacia el sonido contemporáneo adoptado por otros artistas en años recientes. Reconoció la «fidelidad de Stefani a los clásicos de la temporada», pero consideró innecesarias sus versiones de «Silent Night» y «Let It Snow». En su evaluación general, le otorgó tres estrellas de cinco. Ludovic Hunter-Tilney, de Financial Times, fue más crítico y lo calificó con dos estrellas de cinco. Lamentó la ausencia del sello distintivo de la artista y rechazó el «estridente estilo de big band», que, en su opinión, desentonaba con su voz. Aun así, consideró a «When I Was a Little Girl» como la mejor composición original. Chris Willman, de Variety, coincidió en su escepticismo y criticó que optara por «arreglos genéricos» de big band en lugar de explorar un enfoque más «variado». Sobre el material inédito, lo encontró «más personal», describió «Never Kissed Anyone with Blue Eyes Before You» como «moderadamente interesante» y consideró a la canción homónima como  una «prueba de que Stefani y Shelton deberían mantener sus carreras separadas».

### Desempeño comercial
En Estados Unidos, debutó en el puesto 51 del Billboard 200 y encabezó la lista Top Holiday Albums con 10 000 unidades equivalentes a ventas para la semana que terminó el 28 de octubre de 2017. Además, fue el decimocuarto disco más vendido de la semana en la lista Top Album Sales de Billboard, con ventas puras de 9000 copias (el 90 % de sus unidades totales), lo que lo convirtió en la séptima entrada más alta del ranking. Durante su estreno, alcanzó el puesto 11 en la lista Digital Albums y el 14 en la Top Internet Albums. Con la llegada de la temporada navideña, volvió a ingresar en varias listas. El 30 de diciembre de 2017, alcanzó su punto más alto en el Billboard 200, llegando al puesto 16 y convirtiéndose en el mayor incremento de ventas de la semana. También mejoró su desempeño en otras clasificaciones, escalando hasta la novena posición en Top Album Sales y la séptima en Digital Albums. En total, permaneció 24 semanas en el Billboard 200. En Canadá, alcanzó el puesto 24 en la lista Billboard Canadian Albums en la semana que terminó el 30 de diciembre de 2017, convirtiéndose en su cuarto disco en ingresar al top 40 de la lista medida por Nielsen. Fuera de América del Norte, tuvo un desempeño comercial relativamente limitado. En Europa, debutó y alcanzó su posición máxima en el puesto 95 en la República Checa durante su semana de estreno. En el Reino Unido y Escocia, llegó a los puestos 55 y 59, respectivamente, según los rankings oficiales publicados por la Official Charts Company. En el primero, también alcanzó el puesto 28 en su lista Album Downloads, donde permaneció por tres semanas. En los Países Bajos, alcanzó la posición 42.
Todas las canciones de la versión estándar ingresaron simultáneamente en las listas Holiday Digital Songs y Holiday Digital Song Sales de Estados Unidos, alcanzando las mismas posiciones en ambos rankings. De los diez temas inéditos del álbum, «My Gift Is You», «Last Christmas» y «Jingle Bells» lograron ingresar al top 10, ubicándose en los puestos 6, 8 y 9, respectivamente. Entre las demás composiciones originales, «Under the Christmas Lights» alcanzó el puesto 16, «Christmas Eve» el 20, «When I Was a Little Girl» el 25 y «Never Kissed Anyone with Blue Eyes Before You» el 46. Sus versiones de «Let It Snow», «White Christmas» y «Silent Night» llegaron a las posiciones 22, 27 y 33, respectivamente. En diciembre, sus versiones de «Jingle Bells», «Santa Baby» y «White Christmas» fueron incluidas en listas de reproducción de radios navideñas, lo que permitió que alcanzaran los puestos cinco, 38 y 39 en la lista Adult Contemporary de Canadá en enero de 2018, respectivamente. En diciembre de 2018, «White Christmas» ingresó en el puesto 62 del UK Singles Chart, marcando la primera entrada de la artista en el top 100 británico desde «Now That You Got It» en 2007. En diciembre de 2021, «Jingle Bells» ingresó en el puesto 45 del Polish Airplay Top 100. Tras el lanzamiento de la edición especial de You Make It Feel Like Christmas en octubre de 2018, los cinco temas adicionales también ingresaron en la lista Holiday Digital Song Sales de Billboard en Estados Unidos. Las dos canciones originales, «Secret Santa» y «Cheer for the Elves», fueron las de mejor desempeño en la edición del 10 de noviembre, alcanzando los puestos 17 y 28, respectivamente. Las versiones de Stefani de «Winter Wonderland» y «Santa Claus Is Coming to Town» debutaron en los puestos 31 y 38, mientras que su dueto de «Feliz Navidad» con Mon Laferte se ubicó en el 34.

## Lista de canciones
| You Make It Feel Like Christmas (edición estándar) |                                                 |                                                     |          |  |
| N.º                                                | Título                                          | Escritor(es)                                        | Duración |  |
| 1.                                                 | «Jingle Bells»                                  | James Lord Pierpont                                 | 2:58     |  |
| 2.                                                 | «Let It Snow»                                   | Sammy Cahn, Jule Styne                              | 2:15     |  |
| 3.                                                 | «My Gift Is You»                                | Gwen Stefani, Justin Tranter, Busbee                | 2:51     |  |
| 4.                                                 | «Silent Night»                                  | Joseph Mohr, Franz Xaver Gruber                     | 3:15     |  |
| 5.                                                 | «When I Was a Little Girl»                      | Stefani, Tranter, Busbee                            | 3:29     |  |
| 6.                                                 | «Last Christmas»                                | George Michael                                      | 4:39     |  |
| 7.                                                 | «You Make It Feel Like Christmas»               | Stefani, Blake Shelton, Tranter, Busbee             | 2:37     |  |
| 8.                                                 | «Under the Christmas Lights»                    | Stefani, Tranter, Busbee                            | 2:50     |  |
| 9.                                                 | «Santa Baby»                                    | Joan Javits, Philip Springer, Anthony Fred Springer | 2:54     |  |
| 10.                                                | «White Christmas»                               | Irving Berlin                                       | 3:08     |  |
| 11.                                                | «Never Kissed Anyone with Blue Eyes Before You» | Stefani, Tranter, Busbee                            | 3:03     |  |
| 12.                                                | «Christmas Eve»                                 | Stefani, Tranter, Busbee                            | 3:19     |  |
| 37:18                                              |                                                 |                                                     |          |  |

| You Make It Feel Like Christmas (edición especial de 2018) |                                 |                                  |          |  |
| N.º                                                        | Título                          | Escritor(es)                     | Duración |  |
| 13.                                                        | «Santa Claus Is Coming to Town» | Haven Gillespie, John Fred Coots | 2:58     |  |
| 14.                                                        | «Cheer for the Elves»           | Stefani, Tranter, Busbee         | 3:06     |  |
| 15.                                                        | «Secret Santa»                  | Stefani, Tranter, Busbee         | 3:26     |  |
| 16.                                                        | «Winter Wonderland»             | Richard B. Smith, Felix Bernard  | 2:37     |  |
| 17.                                                        | «Feliz Navidad»                 | José Feliciano                   | 2:43     |  |
| 52:08                                                      |                                 |                                  |          |  |

| You Make It Feel Like Christmas (edición especial digital reeditada de 2020) |                       |                               |          |  |
| N.º                                                                          | Título                | Escritor(es)                  | Duración |  |
| 18.                                                                          | «Sleigh Ride»         | Brent Kutzle, Brandon Collins | 2:33     |  |
| 19.                                                                          | «Here This Christmas» | Kutzle                        | 2:58     |  |
| 57:39                                                                        |                       |                               |          |  |

## Créditos y personal
Créditos adaptados de las notas del álbum.
Músicos
- Voces adicionales de fondo: Kingston Rossdale, Zuma Rossdale, Apollo Rossdale (pista 14)
- Batería y percusión adicionales: Matthew Musty (pistas 1, 2, 6)
- Trompa alto: Danny Levin (pista 11)
- Ingeniero asistente: Jonathan Sterling
- Ingeniero asistente de voces principales: Peter Chun
- Voces de fondo: Laura Mace, Monet Owens, Dolly Sparks
- Voces de fondo: Erica Canales (pistas 2, 3, 7)
- Arreglos de voces de fondo: Grace Potter
- Bajo: Sean Hurley
- Trombón bajo: Ryan Dragon (pistas 1, 7, 8, 13–17)
- Celesta: Patrick Warren (pistas 6, 7)
- Violonchelo: Alisha Bauer, Richard Dodd, Vanessa Freebairn-Smith (pistas 2–6, 9, 10, 12)
- Clarinete: Peter Slocombe (pista 8)
- Contratista: Shari Sutcliffe
- Batería: Aaron Sterling (pistas 1–9, 11–12)
- Batería: Matthew Musty (pistas 10, 13–17)
- Dulcitone: Patrick Warren (pistas 9, 10)
- Edición: Eric Caudieux, Dave Clauss, Eric Valentine, Busbee
- Guitarra eléctrica: Greg Camp, John Storie (pistas 1–12)
- Ingeniero: Eric Valentine
- Fliscorno: Jamie Hovorka (pista 1)
- Fliscorno: Mike Rocha, Danny Levin (pistas 1, 11)
- Fliscorno: Stewart Cole (pistas 1, 8, 11)
- Flauta: David Moyer (pistas 1, 8)
- Trompa francesa: Stewart Cole (pista 11)
- Guitarra: Greg Camp, John Storie (pistas 13–17)
- Glockenspiel y campanas tubulares: Patrick Warren (pista 6)
- Hammond B-3: Patrick Warren (pistas 2, 11)
- Palmadas: Matthew Musty, Greg Camp, John Storie (pista 8)
- Clave: Patrick Warren (pista 5)
- Arreglos de metales: Patrick Warren, Stewart Cole, Eric Valentine, Busbee
- Teclados: Patrick Warren (pistas 1, 12–17)
- Guitarra lap steel: Eric Valentine (pista 1)
- Voz principal: Gwen Stefani
- Voz principal: Blake Shelton (pista 7)
- Voz principal: Mon Laferte (pista 17)

Técnico
- Dirección de arte: Jolie Clemens
- Dirección creativa: Gwen Stefani
- Productores ejecutivos: Gwen Stefani, Busbee
- Diseño y maquetación: Jolie Clemens, Emily Frye
- Fotografía: Jamie Nelson
- Masterización: Adam Ayan
- Mezcla: Dave Clauss
- Percusión: Busbee (pista 2)
- Percusión: Eric Valentine (pistas 2, 6)
- Percusión: Matthew Musty (pistas 3–5, 7–12)
- Percusión: Cian Riordan, Jonathan Sterling (pista 5)
- Percusión: Blair Sinta (pistas 13–17)
- Piano: Patrick Warren (pistas 3, 6–8, 12)
- Piano: Busbee (pistas 5, 6, 11, 12)
- Píccolo: David Moyer (pista 8)
- Productores: Busbee, Eric Valentine
- Coordinación de producción: Ivy Skoff
- Ingenieros asistentes: Cian Riordan, Wesley Seidman
- Arreglos y dirección de cuerdas: Patrick Warren
- Ingeniero de cuerdas: Greg Koller
- Sintetizador de cuerdas: Patrick Warren (pistas 13–17)
- Saxofón tenor y barítono: David Moyer (pista 1)
- Saxofón tenor y barítono: Peter Slocombe (pistas 1, 13–17)
- Trombón tenor: Ryan Dragon (pistas 13–17)
- Timbales: Matthew Musty (pistas 3, 8)
- Trombón: Busbee (pistas 7, 11)
- Trombón: Danny Levin (pistas 7, 8, 11)
- Trombón: Ryan Dragon (pistas 1, 7, 11)
- Trombón: Eric Hughes (pistas 13–17)
- Trompeta: Danny Levin (pista 1)
- Trompeta: Mike Rocha (pistas 1, 7, 8, 10, 13–17)
- Trompeta: Stewart Cole, Jamie Hovorka (pistas 1, 7, 8, 10, 11)
- Trompeta: Daniel Fornero, Dave Richards (pistas 13–17)
- Vibráfono: Busbee (pista 6)
- Vibráfono: Nick Mancini (pista 9)
- Viola: Matthew Funes, Leah Katz, Darrin McCann, Kathryn Reddish (pistas 2, 3)
- Violín: Charles Bisharat, Daphne Chen, Mario DeLeon, Eric Gorfain, Songa Lee, Natalie Leggett, Robin Olson, Joel Pargman, Michele Richards, John Wittenberg (pistas 2, 3)
- Violín y viola: Rob Moose (pistas 13–17)

## Posicionamiento en listas
| Canadá          | Canadian Albums (Billboard)        | 24 |
| República Checa | Czech Albums (ČNS IFPI)            | 95 |
| Países Bajos    | Dutch Albums (Album Top 100)       | 42 |
| Alemania        | German Albums (Offizielle Top 100) | 33 |
| Grecia          | Greek Albums (IFPI)                | 56 |
| Escocia         | Scottish Albums (OCC)              | 59 |
| Reino Unido     | UK Albums Chart (OCC)              | 55 |
| Estados Unidos  | US Billboard 200                   | 16 |
| Estados Unidos  | US Top Holiday Albums (Billboard)  | 1  |